# Бирючёвка (Ульяновская область)
Бирючёвка — деревня в Тимирязевском сельском поселении Ульяновском районе Ульяновской области.

## История
В XVIII веке секунд-майорша Аграфена Ивановна Дурасова купила у Межевой Канцелярии 1317 десятин 309 саженей земли и здесь, на правом берегу р. Сухого Бирюча, в одной версте от нынешнего села Нового Уреня, Шумовской волости, основала деревню, назвав её Бирючёвкою. Впоследствии эта деревня получила ещё название Жегулиха, но по каким основаниям — неизвестно. А. И. Дурасова продала д. Бирючёвку поручику Ивану Степановичу Кроткову, за которым, во время генерального межевания, числилось здесь 116 душ крестьян (30 дворов). 
В 1859 году деревня Бирючевка (Жегулиха), по тракту из г. Симбирска в с. Астрадамовку, в 1-м стане Симбирский уезд Симбирская губерния, в которой в 29 дворах жило: 183 мужчины и 197 женщин.
От И. С. Кроткова это имение перешло к сыну, Сергею Ивановичу, после которого купил его, в 1871 году, кол. совет. Константин Егорович Малаев (1425 дес. 1631 саж.). Оставшуюся за наделом крестьян землю (791 дес. 1631 саж.) Малаев продал, в том же 1871 году, крестьянину Шамшетдину Абушаеву, а по его завещанию получила её крестьянка Гайни-Зямал Ильясова Абушаева; от неё же, в 1898 году, имение перешло к крестьянину Мухамет-Кариму Шамшетдинову Абушаеву, имевшему здесь усадьбу и великолепный фруктовый сад с питомником.
Крестьяне, бывшие С. И. Кроткова, 167 душ (48 дворов), получили в надел 668 десятин земли (под усадьбу 22 дес., пашни 592 дес. выгону 19 дес. и лугов за Волгой 35 дес.) Ныне здесь (1903 г.)  82 двора (235 муж. и 265 жен.).
С 1892 года существовала школа грамоты.

## Население
| 2010 |
| ---- |
| 15   |

- В 1859 году в 29 дворах жило: 183 мужчины и 197 женщин[3].
- В 1900 году  в дер. Бирючевке (Жигулиха, при ключе Сухом Бирюче, в 2 вер.; н. р.) в 83 двор. 242 м. и 271 ж.[4];
- В 1903 году в 82 двора (235 муж. и 265 жен.)[2].
- В 2010 году — 15 человек.

## Достопримечательности
- ПОСЕЛЕНИЕ «БИРЮЧЕВКА-III»[5]